# Temporada 2011-2012 del RCD Espanyol
Dades de la Temporada 2011-2012 del RCD Espanyol. El club té en la temporada 2011-2012 33.200 socis i l'assistència mitjana al camp fou de 22.506 espectadors.

## Fets Destacats

### Pretemporada[5]
- 16 de juliol: Estadi Municipal de Peralada, Peralada-Espanyol 1-5
- 20 de juliol: Municipal Josep Pla, Palafrugell-Espanyol 0-0
- 23 de juliol: Municipal de Palamós, Llagostera-Espanyol 1-2, l'Espanyol campió del Trofeu Vila de Llagostera
- 27 de juliol: Estadi Cornellà-El Prat - Trofeu Ciutat de Barcelona, Espanyol-Boca Juniors 3-1
- 4 d'agost: Estadi Ramón Sánchez Pizjuán - Memorial Antonio Puerta, Sevilla Fútbol Club-Espanyol 5-0
- 12 d'agost: Nova Creu Alta, CE Sabadell-Espanyol	1-2
- 15 d'agost: Estadi de La Romareda - Trofeu Ciudad de Zaragoza, Reial Saragossa-Espanyol 1-1 (guanya el Saragossa als penals)

### Temporada
- El 25 d'agost de 2011, el club fa oficial el traspàs de Daniel Osvaldo a l'AS Roma per 15 milions d'euros fixes i 2,5 variables.[6]
- La temporada començà el 27 d'agost de 2011, i acabarà el 13 de maig de 2012. Degut a una vaga dels jugadors en contra de l'Asociación de Futbolistas Españoles (AFE), l'inici de la temporada es va retardar.[7]
- 16 d'octubre de 2011: Després de nou mesos sense guanyar a domicili, l'equip guanya al Rayo Vallecano a domicili.[8]
- 13 de gener del 2012: Després de set temporades i mitja al RCD Espanyol, Kameni i el club arriben a un acord de rescissió del contracte per incorporar-se al Màlaga CF.[9]
- 29 d'abril de 2012[10] en club anuncia que prendrà les accions necessàries per restablir l'honor del club enfront de les acusacions del periodista de la Cope Juan Antonio Alcalá.
- 18 de maig de 2012: L'Espanyol tanca la temporada guanyant la Copa Solidaritat contra l'Al-Ahly (2-0)[11]

## Resultats i Classificació
- Lliga d'Espanya: Catorzena posició amb 46 punts (38 partits, 12 victòries, 10 empats, 16 derrotes, 46 gols a favor i 56 en contra).
- Copa del Rei: Quarts de final. Eliminà el Celta de Vigo a setzens, el Córdoba CF a vuitens, però fou eliminat en quarts de final pel CD Mirandés.
- Copa de Catalunya: No participà.

## Plantilla
| P   | D  | Jugador                    | Lliga | Lliga | Copa d'Espanya | Copa d'Espanya |
| P   | D  | Jugador                    | PJ    | G     | PJ             | G              |
| --- | -- | -------------------------- | ----- | ----- | -------------- | -------------- |
| POR | 25 | Cristian Álvarez ( Capità) | 23    | -34   | 1              | -2             |
| POR | 13 | Kiko Casilla               | 16    | -22   | 5              | -6             |
| POR | 50 | Édgar Badía i Guardiola    | -     | -     | 1              | -2             |
| POR | 1  | Carlos Kameni              | -     | -     | -              | -              |
| DEF | 22 | Dídac Vilà                 | 37    | 2     | 5              | 1              |
| DEF | 15 | Héctor Moreno              | 35    | 3     | 4              | -              |
| DEF | 16 | Javi López                 | 29    | 1     | 3              | -              |
| DEF | 18 | Juan Forlín                | 28    | -     | 6              | -              |
| DEF | 3  | Raúl Rodríguez             | 28    | -     | 4              | -              |
| DEF | 14 | Ernesto Galán              | 11    | -     | 3              | -              |
| DEF | 5  | Jordi Amat                 | 9     | -     | 4              | -              |
| DEF | 38 | Albert Canal Bartrina      | -     | -     | 2              | -              |
| DEF | 34 | Víctor Álvarez Delgado     | -     | -     | 1              | -              |
| DEF | 2  | Felipe Mattioni            | -     | -     | -              | -              |
| MIG | 10 | Joan Verdú (2n capità)     | 36    | 5     | 6              | 1              |
| MIG | 7  | Raúl Baena                 | 32    | 1     | 3              | -              |
| MIG | 11 | Koffi Ndri Romaric         | 28    | 3     | 5              | -              |
| MIG | 42 | Cristian Gómez García      | 20    | 1     | 3              | -              |
| MIG | 4  | Javi Márquez (3r capità)   | 9     | -     | -              | -              |
| MIG | 19 | Víctor Sánchez             | 6     | -     | -              | -              |
| MIG | 41 | Cristian Alfonso López     | 5     | -     | 2              | -              |
| MIG | 45 | Paul Quaye                 | 1     | -     | -              | -              |
| DAV | 8  | Álvaro Vázquez             | 28    | 5     | 5              | 4              |
| DAV | 17 | Vladimir Weiss             | 28    | 2     | 5              | 2              |
| DAV | 9  | Sergio García              | 24    | 5     | 3              | 2              |
| DAV | 6  | Rui Fonte                  | 19    | 1     | 5              | 2              |
| DAV | 39 | Thievy Bifouma Koulossa    | 19    | 1     | 4              | -              |
| DAV | 20 | Walter Pandiani            | 16    | 3     | -              | -              |
| DAV |    | Philippe Coutinho          | 16    | 5     | -              | -              |
| DAV | 12 | Kalu Uche                  | 15    | 6     | -              | -              |
| DAV | 24 | Juan Albín                 | 6     | 1     | 2              | -              |
| DAV | 23 | Jesús Dátolo               | 5     | -     | 2              | -              |
| DAV | 10 | Luis García                | 1     | -     | -              | -              |
| DAV | 44 | Bacari                     | 1     | -     | -              | -              |
| DAV | -  | Adrián Luna                | -     | -     | -              | -              |

Els equips espanyols estan limitats a tenir en la plantilla un màxim de tres jugadors sense passaport de la Unió Europea. La llista inclou només la principal nacionalitat de cada jugador; alguns jugadors no europeus tenen doble nacionalitat d'algun país de la UE:
- Kameni té passaport francès  .
- Mattioni té passaport italià  .
- Cristian Álvarez té passaport espanyol  .
- Juan Albín té passaport italià  .

### Altes
| N. | Pos. | Nac. | Jugador                                       |
| -- | ---- | --- | --------------------------------------------- |
| 22 | DEF  | [[Fitxer:Flag of Catalonia.svg\|23x15px\|border \|alt=Catalunya\|link=Selecció de futbol de Catalunya\|{{#if:\|]]                | Dídac Vilà (del AC Milan)                     |
| 24 | DAV  | [[Fitxer:Flag of Uruguay.svg\|23x15px\|border \|alt=Uruguai\|link=Selecció de futbol de l'Uruguai\|{{#if:\|]]                    | Juan Albín (del Getafe CF)                    |
| —  | DAV  | [[Fitxer:Flag of Uruguay.svg\|23x15px\|border \|alt=Uruguai\|link=Selecció de futbol de l'Uruguai\|{{#if:\|]]                    | Adrián Luna (del Defensor)                    |
| 15 | DEF  | [[Fitxer:Flag of Mexico.svg\|23x15px\|border \|alt=Mèxic\|link=Selecció de futbol de Mèxic\|{{#if:\|]]                           | Héctor Moreno (de l'AZ Alkmaar)               |
| 17 | DAV  | [[Fitxer:Flag of Slovakia.svg\|23x15px\|border \|alt=Eslovàquia\|link=Selecció de futbol d'Eslovàquia\|{{#if:\|]]                | Vladimir Weiss (cedit pel Manchester City FC) |
| 11 | DAV  | [[Fitxer:Flag of Côte d'Ivoire.svg\|23x15px\|border \|alt=Costa d'Ivori\|link=Selecció de futbol de la Costa d'Ivori\|{{#if:\|]] | Koffi Ndri Romaric (cedit pel Sevilla)        |
| 20 | DAV  | [[Fitxer:Flag of Uruguay.svg\|23x15px\|border \|alt=Uruguai\|link=Selecció de futbol de l'Uruguai\|{{#if:\|]]                    | Walter Pandiani (de l'Osasuna)                |
| 23 | MIG  | [[Fitxer:Flag of Brazil.svg\|23x15px\|border \|alt=Brasil\|link=Selecció de futbol del Brasil\|{{#if:\|]]                        | Philippe Coutinho (cedit per l'Inter de Milà) |
| 12 | DAV  | [[Fitxer:Flag of Nigeria.svg\|23x15px\|border \|alt=Nigèria\|link=Selecció de futbol de Nigèria\|{{#if:\|]]                      | Kalu Uche (del Neuchâtel Xamax)               |
| 19 | MIG  | [[Fitxer:Flag of Catalonia.svg\|23x15px\|border \|alt=Catalunya\|link=Selecció de futbol de Catalunya\|{{#if:\|]]                | Víctor Sánchez (del Neuchâtel Xamax)          |

### Baixes
| N. | Pos. | Nac. | Jugador                                                                                    |
| -- | ---- | --- | ------------------------------------------------------------------------------------------ |
| 2  | DEF  | [[Fitxer:Flag of Catalonia.svg\|23x15px\|border \|alt=Catalunya\|link=Selecció de futbol de Catalunya\|{{#if:\|]]   | Javi Chica (al Betis)                                                                      |
| 3  | DEF  | [[Fitxer:Flag of Catalonia.svg\|23x15px\|border \|alt=Catalunya\|link=Selecció de futbol de Catalunya\|{{#if:\|]]   | David García (al Girona FC)                                                                |
| 9  | MIG  | [[Fitxer:Flag of Spain.svg\|23x15px\|border \|alt=Espanya\|link=Selecció de futbol d'Espanya\|{{#if:\|]]            | Iván de la Peña (retirat)                                                                  |
| 10 | DAV  | [[Fitxer:Flag of Spain.svg\|23x15px\|border \|alt=Espanya\|link=Selecció de futbol d'Espanya\|{{#if:\|]]            | Luis García (al Reial Saragossa, jugà un partit amb l'Espanyol a la lliga)                 |
| 20 | DAV  | [[Fitxer:Flag of Catalonia.svg\|23x15px\|border \|alt=Catalunya\|link=Selecció de futbol de Catalunya\|{{#if:\|]]   | Ferran Corominas (al Girona FC)                                                            |
| 22 | MIG  | [[Fitxer:Flag of Argentina.svg\|23x15px\|border \|alt=Argentina\|link=Selecció de futbol de l'Argentina\|{{#if:\|]] | Aldo Duscher (al Barcelona de Guayaquil)                                                   |
| 24 | DAV  | [[Fitxer:Flag of Uruguay.svg\|23x15px\|border \|alt=Uruguai\|link=Selecció de futbol de l'Uruguai\|{{#if:\|]]       | Iván Alonso (al Deportivo Toluca)                                                          |
| 1  | POR  | [[Fitxer:Flag of Cameroon.svg\|23x15px\|border \|alt=Camerun\|link=Selecció de futbol del Camerun\|{{#if:\|]]       | Carlos Kameni (al Málaga)                                                                  |
| 23 | DAV  | [[Fitxer:Flag of Argentina.svg\|23x15px\|border \|alt=Argentina\|link=Selecció de futbol de l'Argentina\|{{#if:\|]] | Jesús Dátolo (a l'Internacional de Porto Alegre, jugà 5 partits amb l'Espanyol a la lliga) |
| 8  | DAV  | [[Fitxer:Flag of Spain.svg\|23x15px\|border \|alt=Espanya\|link=Selecció de futbol d'Espanya\|{{#if:\|]]            | José Callejón (al Reial Madrid)                                                            |
| 17 | DAV  | [[Fitxer:Flag of Argentina.svg\|23x15px\|border \|alt=Argentina\|link=Selecció de futbol de l'Argentina\|{{#if:\|]] | Dani Osvaldo (a l'AS Roma)                                                                 |

### Cessions
| N. | Pos. | Nac. | Jugador                            |
| -- | ---- | --- | ---------------------------------- |
| 14 | DAV  | [[Fitxer:Flag of Israel.svg\|23x15px\|border \|alt=Israel\|link=Selecció de futbol d'Israel\|{{#if:\|]]                           | Ben Sahar (cedit a l'Auxerre)      |
| 29 | MIG  | [[Fitxer:Flag of Spain.svg\|23x15px\|border \|alt=Espanya\|link=Selecció de futbol d'Espanya\|{{#if:\|]]                          | Manu Molina (cedit a la SD Huesca) |
| ?? | DAV  | [[Fitxer:Flag of Uruguay.svg\|23x15px\|border \|alt=Uruguai\|link=Selecció de futbol de l'Uruguai\|{{#if:\|]]                     | Adrián Luna (cedit al CE Sabadell) |
| ?? | DAV  | [[Fitxer:Flag of the Netherlands.svg\|23x15px\|border \|alt=Països Baixos\|link=Selecció de futbol dels Països Baixos\|{{#if:\|]] | Marvin Zeegelaar (de l'Ajax)       |

### Equip tècnic
- Entrenador:  Mauricio Pochettino
- Segon entrenador:  Toni Jiménez
- Entrenador de porters:  Tommy N'Kono
- Assistent tècnic:  Toni Borrell Fabré
- Metge:  Jordi Marcos Morta
- Preparador físic:  Jesús Pérez Pérez
- Preparador físic:  Jaume Bartrés Arenas